# Hl.-Josef-und-Antonius-von-Padua-Kapelle (Broich)

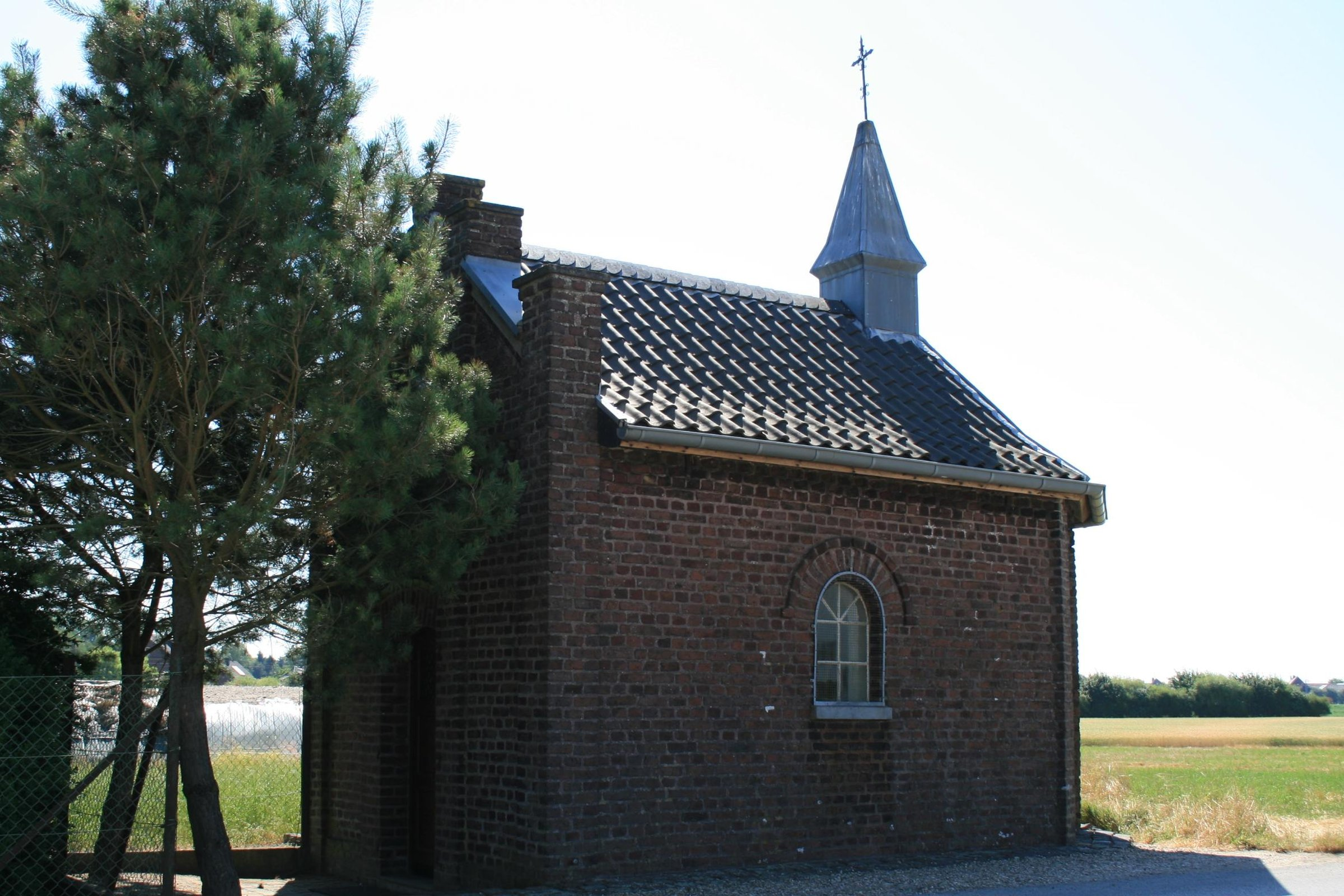
Kapelle (2010)

Die Hl.-Josef-und-Antonius-von-Padua-Kapelle steht im Stadtteil Broich in Mönchengladbach (Nordrhein-Westfalen), Peel 35.
Das Gebäude wurde Mitte des 19. Jahrhunderts erbaut und ist unter Nr. P 005 seit 2. Juni 1987 in die Denkmalliste der Stadt Mönchengladbach eingetragen.

## Lage
Die Kapelle zum heiligen Josef u. Antonius von Padua steht in ländlicher Umgebung im Ortsteil Peel.

## Architektur
Die Kapelle gehört zum Pfarrbezirk „St. Rochus“. Der kleine Backsteinbau stammt aus der Mitte des 19. Jahrhunderts. Die schmuckvolle Fassade ist seitlich von zwei herausgemauerten Ecktürmchen bestanden. Das mit Ziegeln und Schiefer bedeckte Dach trägt auf dem Firstende einen geschlossenen, verzinkten Dachreiter mit Kreuz.